# Rančířov
Rančířov (en allemand : Ranzern) est une commune du district de Jihlava, dans la région de Vysočina, en République tchèque. Sa population s'élevait à 546 habitants en 2024.

## Géographie
Rančířov se trouve à 4 km au sud de Jihlava et à 115 km au sud-est de Prague.
La commune est limitée par Jihlava à l'ouest et au nord, par Puklice à l'est, par Cerekvička-Rosice au sud, et par Čížov à l'ouest.

## Histoire
La première mention écrite du village date de 1305. Sa création est liée à l'extraction de minerai d'argent dans la région. Les vestiges de l'exploitation minière sont encore visibles.

## Transports
Par la route, Rančířov se trouve à 4,5 km de Jihlava et à 135 km de Prague.